# Dendrobium pseudoaprinum
Dendrobium pseudoaprinum är en orkidéart som beskrevs av Johannes Jacobus Smith. Dendrobium pseudoaprinum ingår i släktet Dendrobium, och familjen orkidéer. Inga underarter finns listade i Catalogue of Life.